# New Star Calcio
New Star Calcio (New Star Soccer) è un videogioco di calcio. Inizialmente sviluppato per PC come gioco free-to-play, e successivamente anche per smartphone nel 2012. È pubblicato dalla New Star Games.
In questo gioco l’utente deve creare il proprio giocatore e farlo arrivare dalle squadre delle categorie più basse, alle squadre più importanti e anche alla nazionale. È stato premiato come miglior gioco di sport nel 2013.

## Versioni meno recenti

### Prime versioni
Nei primi due giochi, NSS 1 e NSS 2, rispettivamente usciti nel 2003 e 2004, l’utente è chiamato a prendere decisioni su come il proprio giocatore deve reagire nel gioco, eseguendo tiri, passaggi o cross. Dalla terza versione del gioco, NSS 3, pubblicata nel 2005, l'utente può controllare il proprio giocatore con la tastiera, il joystick o il gamepad.

#### NSS 4
Una quarta versione del gioco viene pubblicata nel 2008. Prima della versione definitiva sono state rilasciate tre versioni beta che includevano 6 nuove carriere nel gioco. Le novità rispetto alla versione precedente è quella di aver inserito un controllo a 360°, aggiungendo maggior realismo e anche la grafica 3D. NSS 4 è il primo gioco della serie a essere rilasciato anche su MacOS, disponibile su download gratuito dal sito ufficiale.

##### NSS 5
Questa versione viene distribuita nell'agosto 2011. Con NSS 5 si ritorna alla grafica 2D, ma viene potenziato il motore di gioco. Viene inserita la possibilità di creare un account online; prima del rilascio ufficiale viene rilasciata una demo del gioco, la quale dava l'opportunità all'utente di svolgere 10 partite al giorno, mentre la versione definitiva contava un massimo di 3 partite con account free. Se un utente voleva fare più partite era costretto a sottoscrivere il suo account da free a premium pagando.

## Versioni più recenti

### iOS, Android, Windows Phone
La versione per smartphone è uscita nel 2012, ed è molto diversa rispetto a quella per PC. Il giocatore, invece che giocare una partita completa, può svolgere solo le azioni più importanti, come calci di punizione, di rigore, palle sotto porta. In questa versione del gioco è anche molto importante la relazione con l’allenatore, la squadra, i tifosi e gli sponsor.

### Menù principale
Il menù si apre con le informazioni sul giocatore (età, livello) e con collegamenti che portano allo shop (dove è possibile acquistare le valute del gioco attraverso degli acquisti in app), alla sezione NRG (dove si acquistano le bevande per far recuperare l’energia al giocatore) e al negozio delle scarpette da calcio (che migliorano il tiro). Andando a sinistra si trova la parte relativa alle statistiche e i palmarès del giocatore. A destra si trova la sezione del contratto con la squadra scelta, dove è possibile sia rinnovarlo sia ingaggiare un agente e un coach privato per arricchire le ricompense a fine partita.

#### Lega
In questa sezione c’è la classifica del campionato in cui milita la squadra scelta e la lista degli eventi che compongono la stagione, compresi campionato, coppa e nazionale.

##### Abilità
Le abilità di ogni giocatore sono 5: Velocità, Potenza, Tecnica, Visione e Punizioni. Per migliorare ognuna di esse ci sono dei minigiochi che consumano l’energia del giocatore, come battere i rigori, scartare gli avversari, battere punizioni.

###### Vita
Nella propria vita ogni giocatore deve essere in buona relazione con lo staff della squadra, altrimenti l’allenatore non lo farà giocare, e con gli sponsor, così potrà guadagnare di più. Inoltre, ci sono due sezioni nella parte relativa alla vita, quella dei casinò e quella dello stile. 
Al casinò il giocatore viene invitato dai compagni di squadra a passare una serata in compagnia; all'interno del casinò si trovano 4 minigiochi: Black Jack, Roulette, Slot e Corse dei cavalli; ognuna di queste attività porta dei guadagni se il giocatore riesce a vincere una qualsiasi puntata.
Nello stile di vita sono presenti anche oggetti che portano notorietà fuori dal campo al giocatore, i veicoli che può possedere e le proprietà che può comprare.

## Spin-off
Negli anni successivi sono uscite altre versioni del gioco per cricket e baseball, oltre a una versione manageriale

## Competizioni presenti nel gioco

### Campionati e coppe nazionali
- Andorra
- Argentina
- Corea del Sud
- Francia
- Finlandia
- Inghilterra
- Italia
- Lituania
- Polonia
- Russia
- San Marino
- Scozia
- Spagna
- Stati Uniti d'America
- Vietnam

#### Competizioni internazionali per club
- UEFA Champions League

- UEFA Europa League
- Coppa Libertadores

##### Competizioni internazionali per nazioni
- Campionato europeo di calcio
- Copa América
- Coppa delle nazioni africane
- Campionato mondiale di calcio